# Бурк, Джек (велогонщик)
Джек Бурк (англ. Jack Burke; род. 12 июня 1995, Торонто, Онтарио, Канада) — канадский шоссейный велогонщик, выступающий за континентальную команду «Jelly Belly–Maxxis». В 2013 году во время участия в юношеской многодневной гонке Тур Абитити был обвинён в применении допинга (гидрохлоротиазида), но впоследствии оправдан.

## Достижения
2016
2-й Чемпионат Канады U23 в индивид. гонке
2017
1-й  Молодёжная классификация Тур Альберты
1-й  Молодёжная классификация Гран-при Сагенея
2018
1-й Этап 2 Тур Боса